# Sankt Koloman
Sankt Koloman is een gemeente in de Oostenrijkse deelstaat Salzburger Land, en maakt deel uit van het district Hallein.
Sankt Koloman telt 1577 inwoners.
Abtenau ·
Adnet ·
Annaberg-Lungötz ·
Bad Vigaun ·
Golling ·
Hallein ·
Krispl ·
Kuchl ·
Oberalm ·
Puch ·
Rußbach ·
St. Koloman ·
Scheffau